# تپه شهر سوخته ۲۰۰
تپه شهر سوخته ۲۰۰ در شهرستان زابل، بخش شیب آب، دهستان لوتک، روستای حومه شهر سوخته، ۱۱ کیلومتری جنوب غربی پایگاه باستان‌شناسی شهر سوخته واقع شده و این اثر در تاریخ ۱۵ اسفند ۱۳۸۵ با شمارهٔ ثبت ۱۷۹۷۳ به‌عنوان یکی از آثار ملی ایران به ثبت رسیده است.